# Metro van Fukuoka
De metro van Fukuoka (Japans: 福岡市地下鉄, Fukuoka-shiei chikatetsu) biedt openbaar vervoer aan in de Japanse stad Fukuoka. Na een bouwtijd van zes jaar opende in 1981 het eerste deel van de metro. In de jaren negentig werden Fukuoka's vliegveld en treinstation Hakata, het zuidelijke eindpunt van de Sanyo Shinkansen, per metro bereikbaar. Tegenwoordig telt het netwerk drie lijnen, waar 35 stations aan gelegen zijn.

## Voorgeschiedenis
In de jaren zeventig werd het tramnet van Fukuoka meer en meer ingekrompen. Enerzijds veranderde suburbanisatie de vervoersvraag van forensen geografisch gezien, anderzijds nam de verkeersdrukte in de stad toe, zodat het tramvervoer slecht zijn doel diende. In 1973 werd besloten om ter vervanging hoogwaardig stedelijk spoor te bouwen, zonder gelijkvloerse kruisingen met wegverkeer. Twee jaar later werd begonnen met tunnels graven en stations bouwen.

## Netwerk
| Kleur | Lijnnaam | Lijnnaam               | Opening     | Lengte  | Spoorwijdte | Aantal stations |
| ----- | -------- | ---------------------- | ----------- | ------- | ----------- | --------------- |
| Rood  | Lijn 1   | (空港線 Kuko-lijn)     | 1981 - 1993 | 13,1 km | 1067 mm     | 13              |
| Blauw | Lijn 2   | (箱崎線 Hakozaki-lijn) | 1982 - 1986 | 4,7 km  | 1067 mm     | 7               |
| Groen | Lijn 3   | (七隈線 Nanakuma-lijn) | 2005        | 12,0 km | 1435 mm     | 16              |

Op 26 juli 1981 werd het eerste deel van lijn 1 geopend, tussen de stations Muromi en Tenjin. Na enkele verlengingen bereikte de lijn in 1985 het treinstation Hakata. Acht jaar later werd de lijn uitgebreid tot aan het vliegveld, vandaar de bijnaam van lijn 1, vliegveldlijn. Een bijzonderheid is dat alle 13 stations een pictogram symbool meekregen ter onderscheiding (net als bij lijn 2 en 3). Er zijn drie generaties aan rollend materieel, de 1000-, 2000- en 3000-serie. In de galerij staan de verschillende generaties treinen afgebeeld.
| Stationsnamen van lijn 1 – afstanden in minuten | Stationsnamen van lijn 1 – afstanden in minuten |
| ----------------------------------------------- | ----------------------------------------------- |
| Fukuokakuko (vliegveld)                         | 0                                               |
| Higashi-Hie                                     | 3                                               |
| Hakata                                          | 5                                               |
| Gion                                            | 7                                               |
| Nakasu-Kawabata                                 | 9                                               |
| Tenjin                                          | 11                                              |
| Akasaka                                         | 13                                              |
| Ohorikoen                                       | 15                                              |
| Tojinmachi                                      | 17                                              |
| Nishijin                                        | 19                                              |
| Fujisaki                                        | 21                                              |
| Muromi                                          | 22                                              |
| Meinohama                                       | 25                                              |

De tweede lijn opende op 20 april 1982 en bereikte in 1986 de huidige lengte. Tijdens het spitsuur rijden de treinen van lijn 2 door over het tracé van lijn 1, op andere tijden is de lijn aanzienlijk korter.
| Stationsnamen van lijn 2 – afstanden in minuten | Stationsnamen van lijn 2 – afstanden in minuten |
| ----------------------------------------------- | ----------------------------------------------- |
| Kaizuka                                         | 0                                               |
| Hakozaki-Kyudaimae                              | 2                                               |
| Hakozaki-Miyamae                                | 4                                               |
| Maidashi-Kyudaibyoinmae                         | 6                                               |
| Chiyo-Kenchoguchi                               | 7                                               |
| Gofukumachi                                     | 9                                               |
| Nakasu-Kawabata                                 | 10                                              |

De Nanakuma-lijn (lijn 3) werd 3 februari 2005 voor het publiek geopend. Net als de andere lijnen is dit een ondergrondse, een verschil is echter de spoorwijdte, 1435 mm in plaats van 1067 mm. De lijn kent in het noorden een overstap naar treinstation Tenjin-minami en station Tenjin van lijn 1. De afstand tot de andere metrostation bedraagt zo’n 500 meter.
| Stationsnamen van lijn 3 – afstanden in minuten | Stationsnamen van lijn 3 – afstanden in minuten |
| ----------------------------------------------- | ----------------------------------------------- |
| Tenjin-minami                                   | 0                                               |
| Watanabe-dori                                   | 1                                               |
| Yakuin                                          | 3                                               |
| Yakuin-odori                                    | 4                                               |
| Sakurazaka                                      | 6                                               |
| Ropponmatsu                                     | 8                                               |
| Befu                                            | 9                                               |
| Chayama                                         | 11                                              |
| Kanayama                                        | 13                                              |
| Nanakuma                                        | 14                                              |
| Fukudai-mae                                     | 16                                              |
| Umebayashi                                      | 17                                              |
| Noke                                            | 19                                              |
| Kamo                                            | 21                                              |
| Jiromaru                                        | 22                                              |
| Hashimoto                                       | 24                                              |

## Galerij

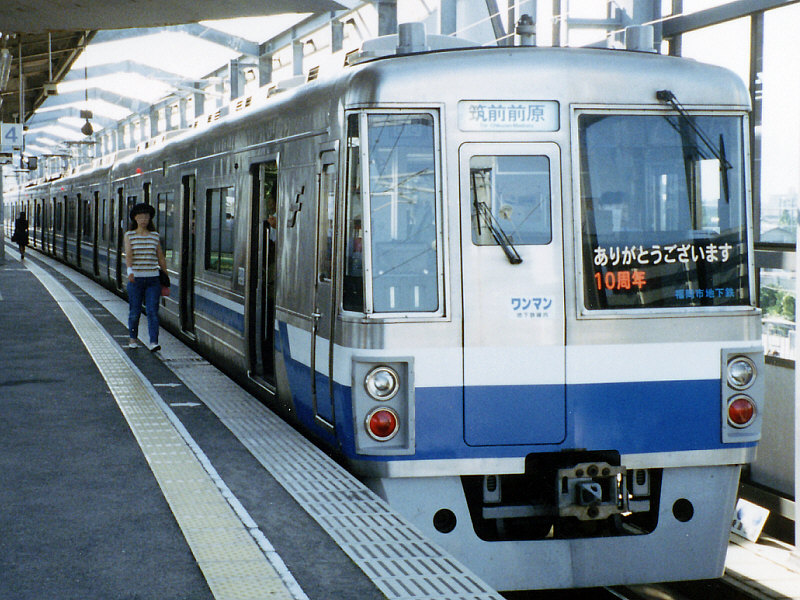
Metrotrein (1000-serie)
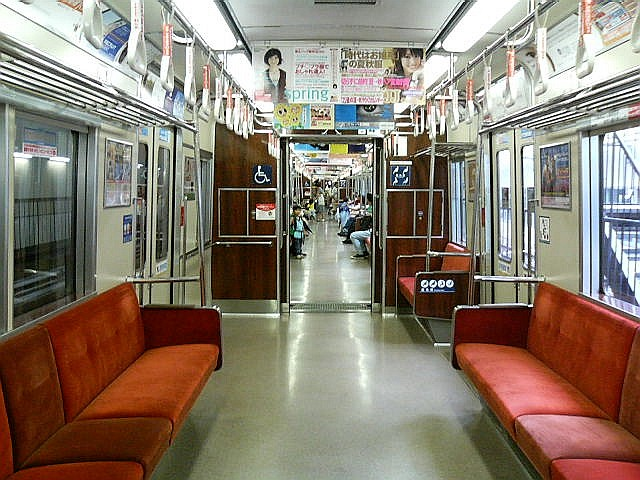
Interieur van de 1000-serie
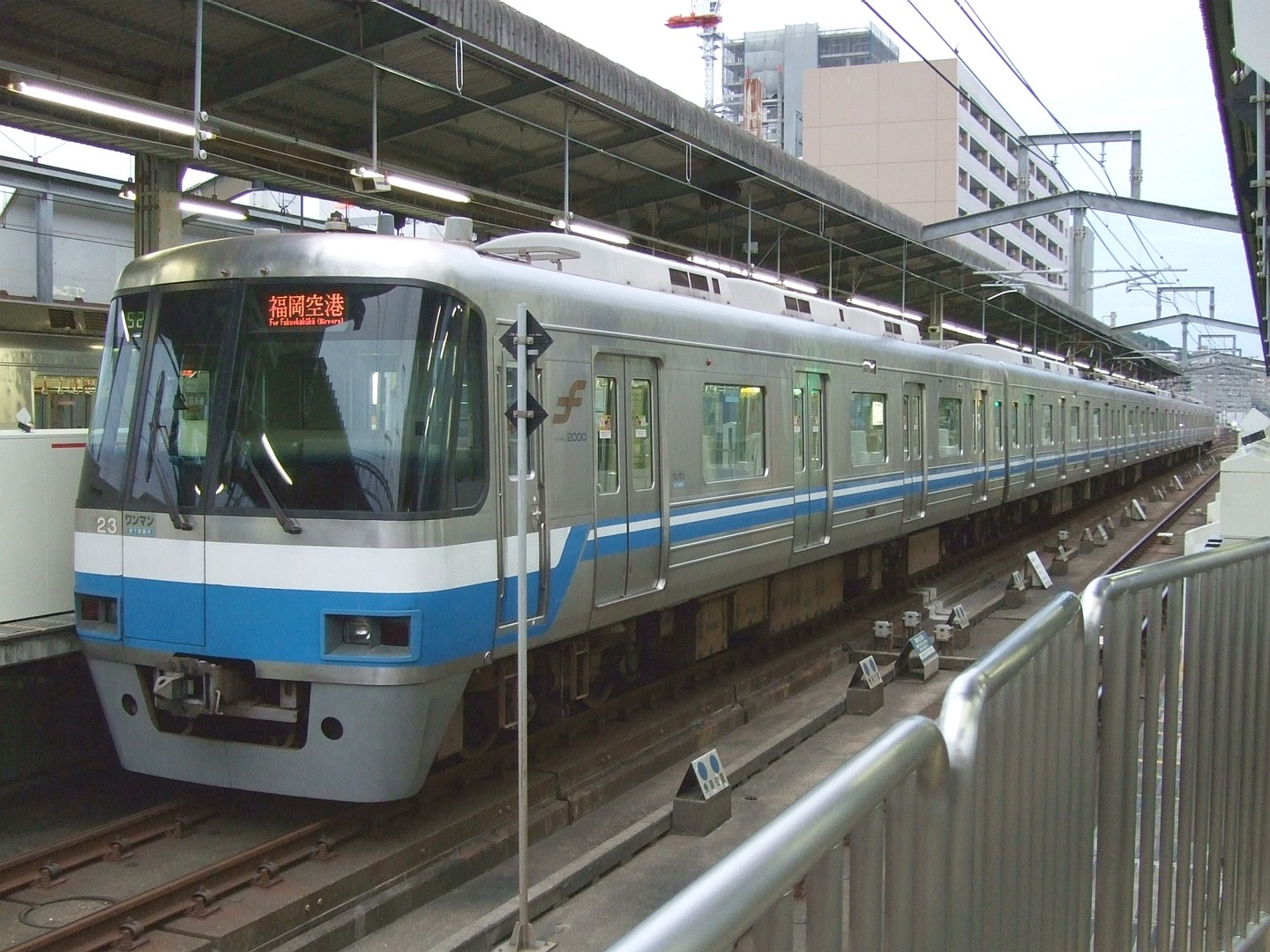
Een metrotrein van de 2000-serie
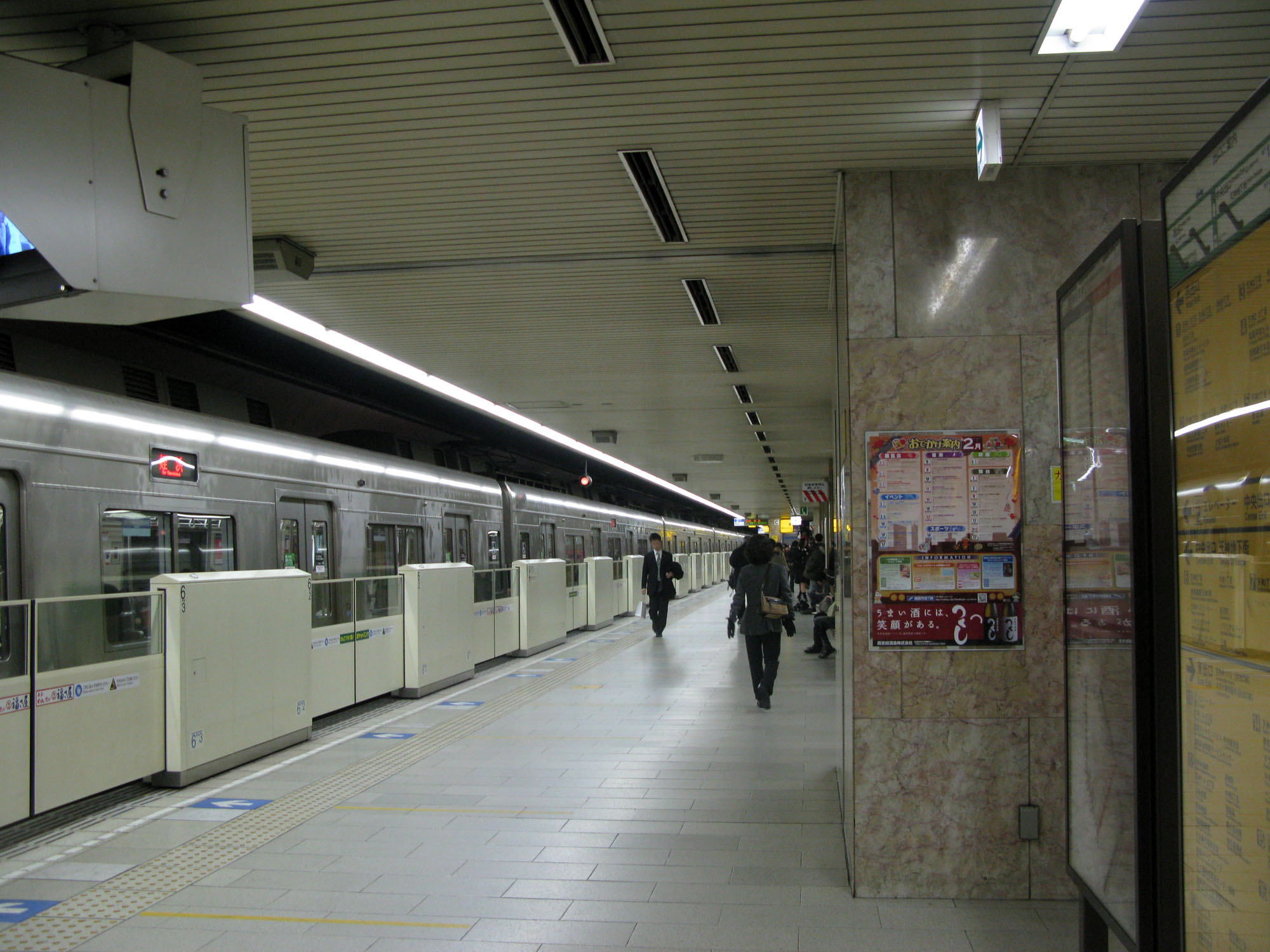
Station Tenjin - merk op dat halfhoge platform screen doors gebruikt worden.
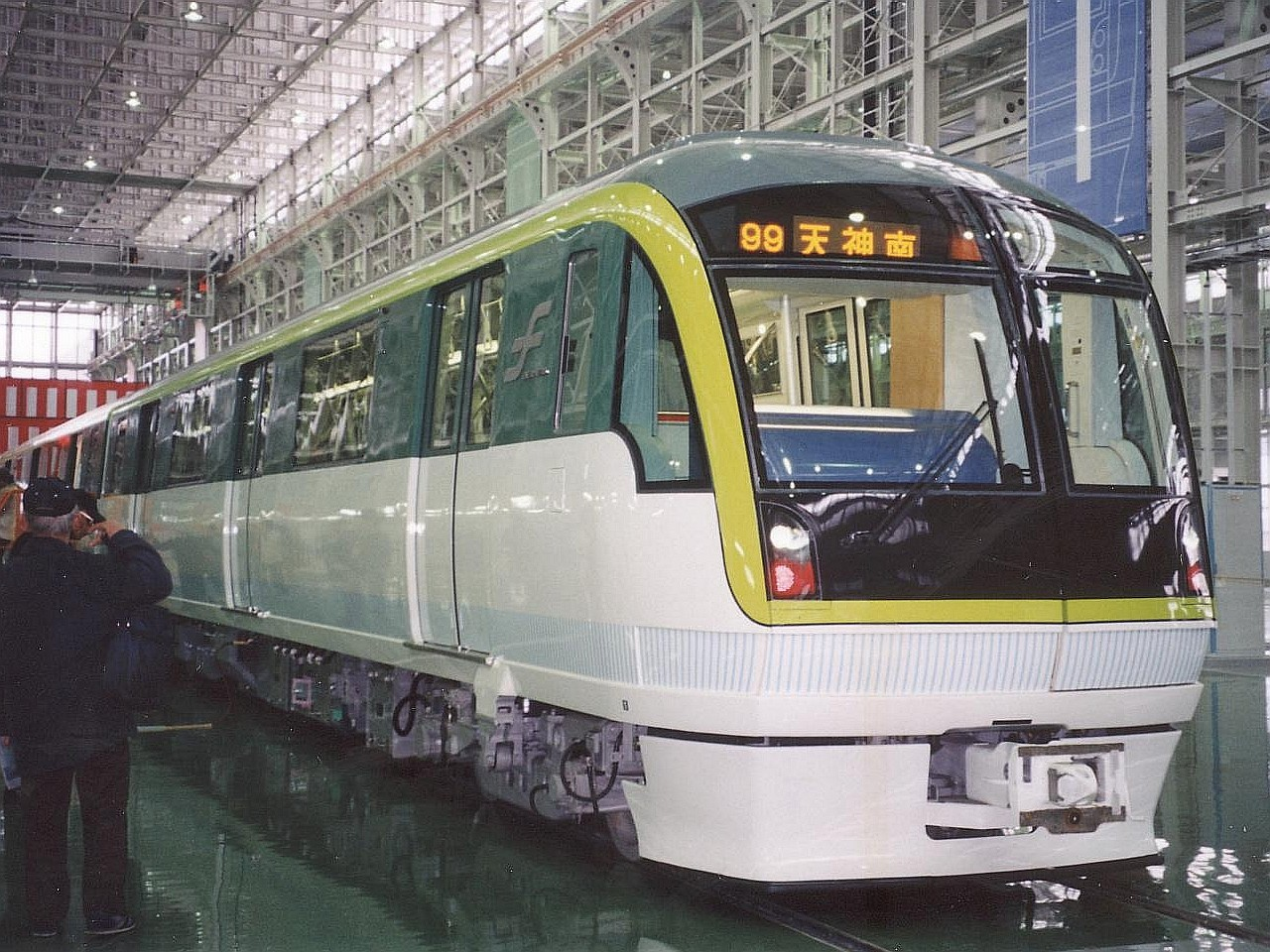
Het nieuwste materieel, de 3000-serie
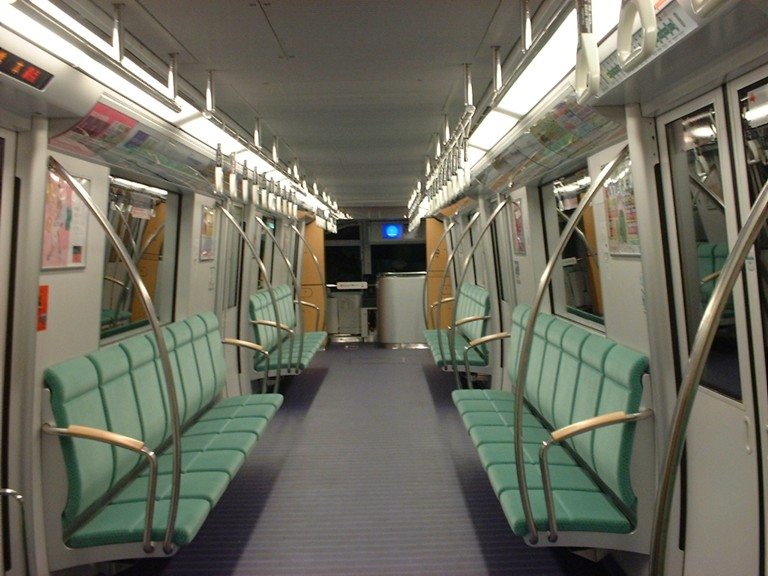
Interieur van de 3000-serie
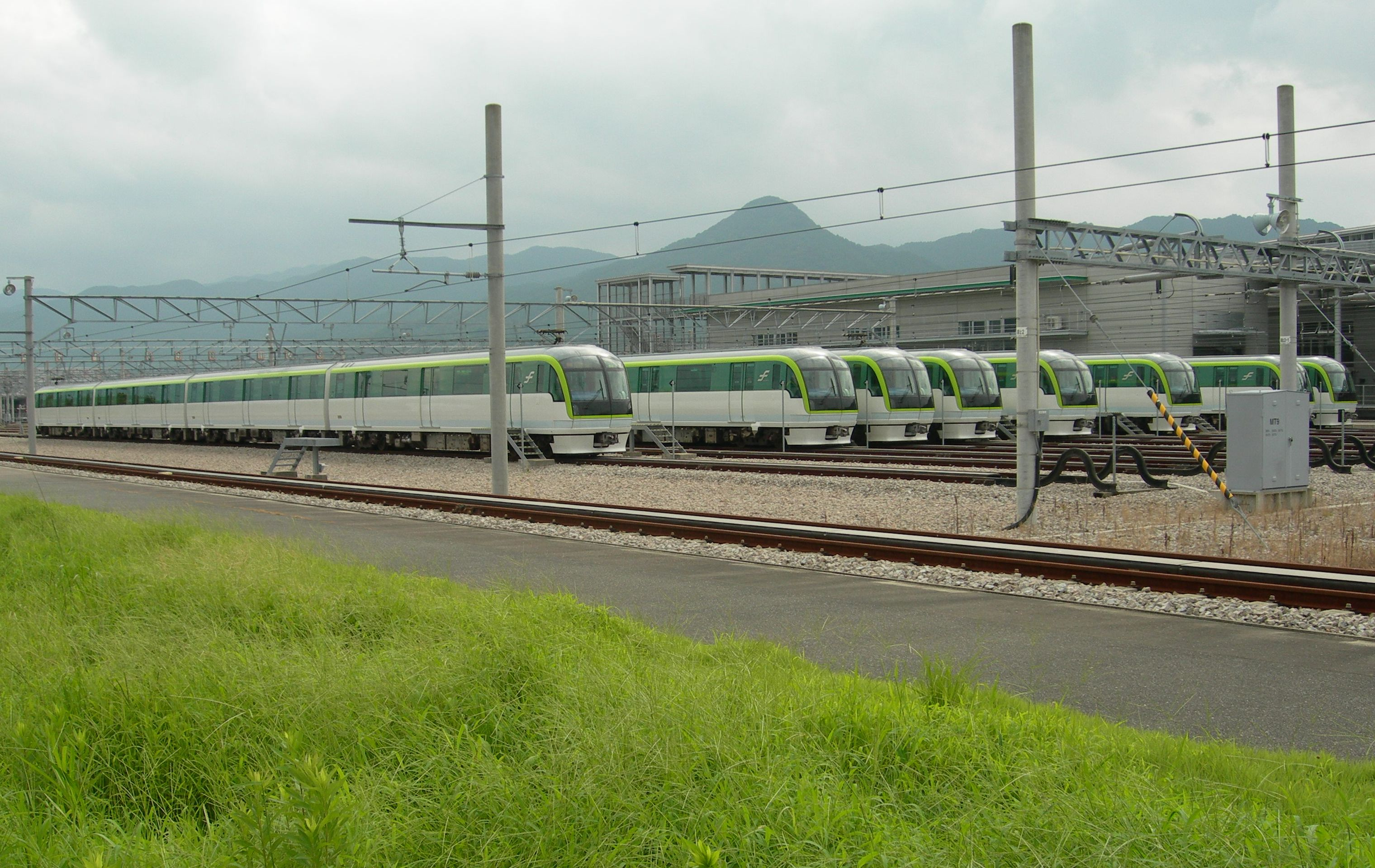
Opstelterrein nabij station Hashimoto (acht 3000-series)